# Rotava
Rotava (in tedesco Rothau) è una città della Repubblica Ceca facente parte del distretto di Sokolov, nella regione di Karlovy Vary.